# Lithasia verrucosa
Lithasia verrucosa är en snäckart som först beskrevs av Rafinesque 1820.  Lithasia verrucosa ingår i släktet Lithasia och familjen Pleuroceridae. IUCN kategoriserar arten globalt som livskraftig. Inga underarter finns listade i Catalogue of Life.